# 2004 LV31
2004 LV31, também escrito como 2004 LV31, é um objeto transnetuniano que está localizado no Cinturão de Kuiper, uma região do Sistema Solar. Este corpo celeste é classificado como um provável cubewano. Ele possui uma magnitude absoluta de 8,8 e tem um diâmetro estimado com 76 km.

## Descoberta
2004 LV31 foi descoberto no dia 9 de junho de 2004 pelo astrônomo Marc W. Buie.

## Órbita
A órbita de 2004 LV31 tem uma excentricidade de 0,125 e possui um semieixo maior de 43,976 UA. O seu periélio leva o mesmo a uma distância de 38,497 UA em relação ao Sol e seu afélio a 49,456 UA.